# Sant Prist jos Becet
Saint-Prix és un municipi francès situat al departament de l'Ardecha i a la regió d'Alvèrnia-Roine-Alps. L'any 2007 tenia 253 habitants.

## Demografia

### Població
El 2007 la població de fet de Saint-Prix era de 253 persones. Hi havia 104 famílies de les quals 36 eren unipersonals (12 homes vivint sols i 24 dones vivint soles), 28 parelles sense fills, 32 parelles amb fills i 8 famílies monoparentals amb fills.
La població ha evolucionat segons el següent gràfic:
Habitants censats

### Habitatges
El 2007 hi havia 193 habitatges, 107 eren l'habitatge principal de la família, 80 eren segones residències i 5 estaven desocupats. 186 eren cases i 6 eren apartaments. Dels 107 habitatges principals, 84 estaven ocupats pels seus propietaris, 23 estaven llogats i ocupats pels llogaters i 1 estava cedit a títol gratuït; 7 tenien dues cambres, 21 en tenien tres, 31 en tenien quatre i 49 en tenien cinc o més. 88 habitatges disposaven pel capbaix d'una plaça de pàrquing. A 43 habitatges hi havia un automòbil i a 47 n'hi havia dos o més.

### Piràmide de població
La piràmide de població per edats i sexe el 2009 era:
| Homes | Edats   | Dones |
| ----- | ------- | ----- |
| 0     | 95 o +  | 0     |
| 0     | 90 a 94 | 4     |
| 0     | 85 a 89 | 0     |
| 0     | 80 a 84 | 0     |
| 12    | 75 a 79 | 4     |
| 8     | 70 a 74 | 32    |
| 4     | 65 a 69 | 4     |
| 0     | 60 a 64 | 8     |
| 0     | 55 a 59 | 0     |
| 0     | 50 a 54 | 0     |
| 8     | 45 a 49 | 4     |
| 12    | 40 a 44 | 4     |
| 12    | 35 a 39 | 24    |
| 16    | 30 a 34 | 0     |
| 8     | 25 a 29 | 8     |
| 4     | 20 a 24 | 8     |
| 12    | 15 a 19 | 4     |
| 24    | 10 a 14 | 8     |
| 20    | 5 a 9   | 8     |
| 4     | 0 a 4   | 16    |

## Economia
El 2007 la població en edat de treballar era de 152 persones, 109 eren actives i 43 eren inactives. De les 109 persones actives 97 estaven ocupades (56 homes i 41 dones) i 12 estaven aturades (8 homes i 4 dones). De les 43 persones inactives 13 estaven jubilades, 6 estaven estudiant i 24 estaven classificades com a «altres inactius».

### Ingressos
El 2009 a Saint-Prix hi havia 108 unitats fiscals que integraven 261 persones, la mediana anual d'ingressos fiscals per persona era de 11.844 €.

### Activitats econòmiques
Dels 7 establiments que hi havia el 2007, 1 era d'una empresa de fabricació d'altres productes industrials, 2 d'empreses de construcció, 2 d'empreses d'hostatgeria i restauració, 1 d'una empresa de serveis i 1 d'una empresa classificada com a «altres activitats de serveis».
Dels 3 establiments de servei als particulars que hi havia el 2009, 1 era un taller de reparació d'automòbils i de material agrícola, 1 paleta i 1 fusteria.
L'any 2000 a Saint-Prix hi havia 23 explotacions agrícoles que ocupaven un total de 400 hectàrees.

## Equipaments sanitaris i escolars
El 2009 hi havia una escola elemental.

## Poblacions més properes
El següent diagrama mostra les poblacions més properes.